# Блокада украинского флота в Донузлаве
Блокада украинского флота в Донузлаве продолжалась с 3 по 26 марта 2014 года. Началась с блокирования выхода из Донузлава ракетным крейсером «Москва», а затем была связана с затоплением российской стороной большого противолодочного корабля «Очаков» с целью недопущения выхода украинского флота в Одессу. В итоге в Донузлаве было заблокировано 13 украинских кораблей. Блокада закончилась с установлением контроля над последним кораблём под украинским флагом в Крыму — «Черкассами». В результате данной операции украинский флот потерял контроль над рядом своих кораблей.

## Военная база

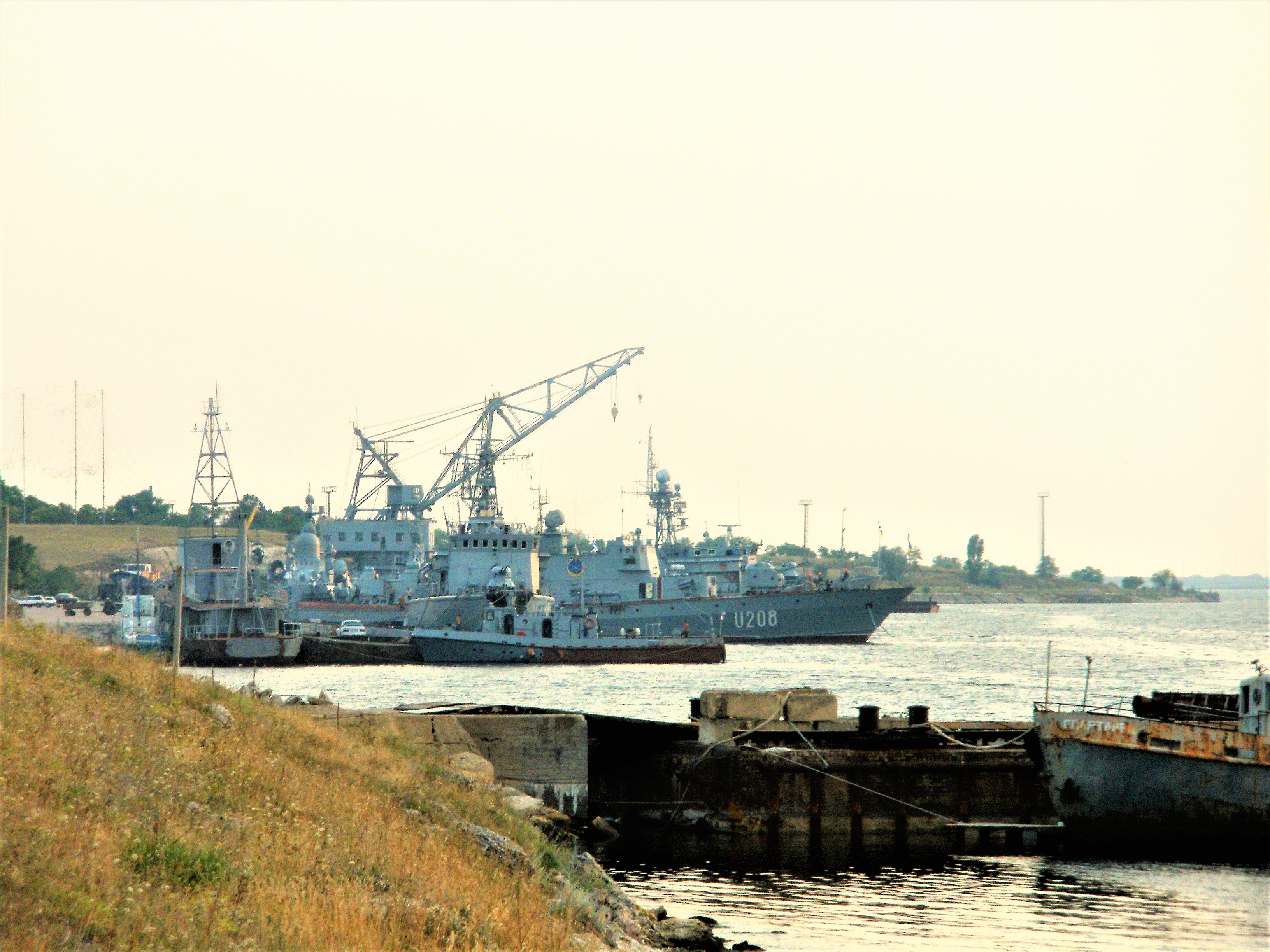
Причал Южной военно-морской базы Украины

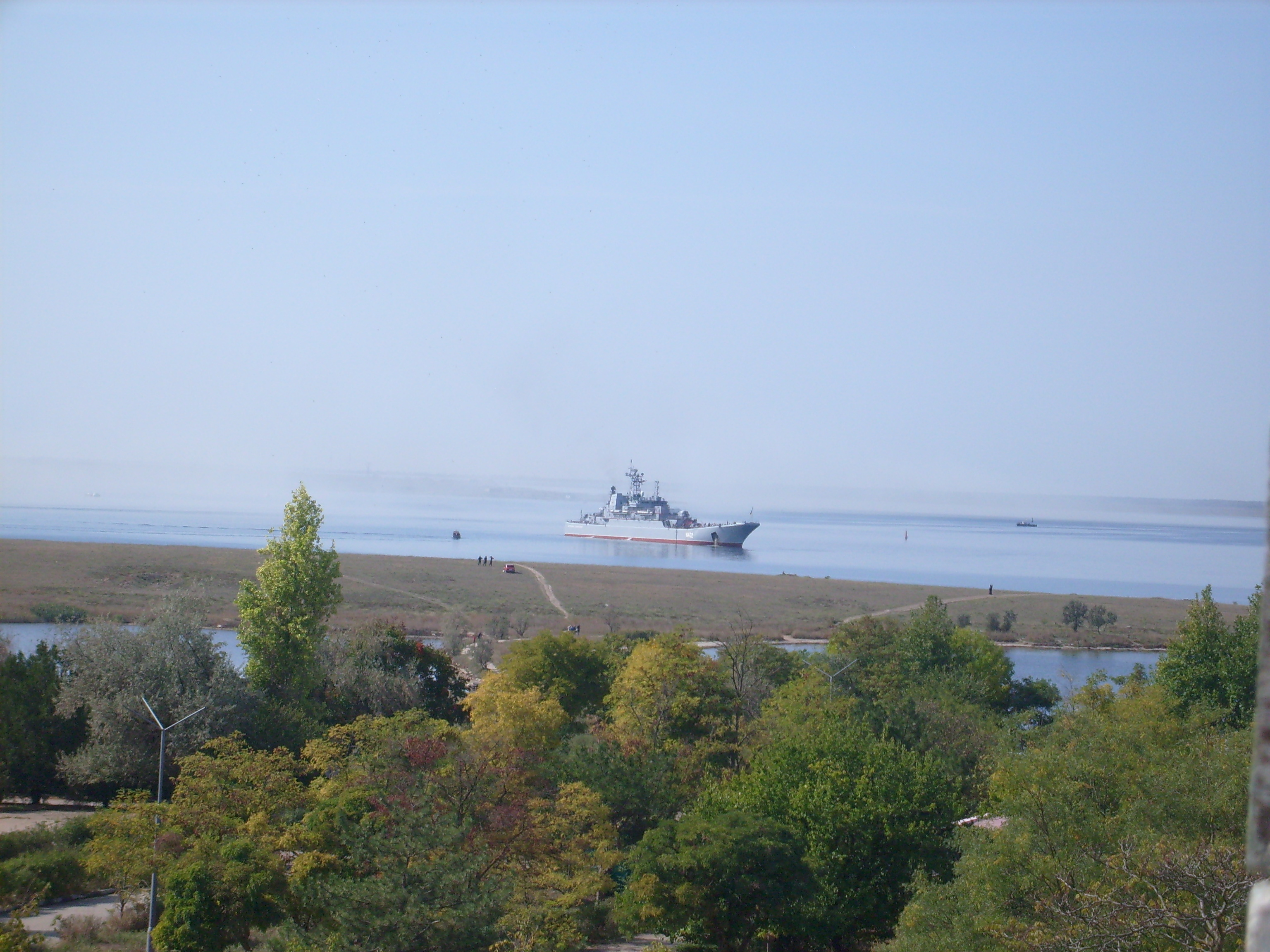
Десантный корабль «Константин Ольшанский» во время учений в Донузлаве в 2009 году

В 1961 году был прорыт 200-метровый канал, который сделал из озера Донузлав залив. С тех пор развитие данного региона было связано с Крымской военно-морской базой. После раздела Черноморского флота база перешла под контроль Украины. Была образована Южная военно-морская база Украины. На территории Донузлава неоднократно проходили совместные учения НАТО и Украины «Си Бриз», что вызывало неодобрение со стороны России.
На момент начала блокады в посёлке Новоозёрное находились следующие военные объекты и соединения ВМС Украины: 257 объединённый склад вооружения и имущества (в/ч А4290), морской разведывательный пункт (в/ч А3343), Южная военно-морская база Украины (в/ч А2506) и 21 район береговой системы наблюдения (в/ч А4249). Также в районе Донузлава в посёлке Мирный располагается заброшенная авиабаза противолодочной авиации.
По состоянию на март 2014 года в Новоозёрном базировались корабли 5-й бригады надводных кораблей ВМС Украины:
- корвет «Винница» (U206);
- морской тральщик «Чернигов» (U310);
- морской тральщик «Черкассы» (U311);
- рейдовый тральщик «Геническ» (U360);
- средний десантный корабль «Кировоград» (U401);
- большой десантный корабль «Константин Ольшанский» (U402);
- транспорт «Горловка» (U753);
- противодиверсионный катер «Феодосия» (U240);
- катер-торпедолов «Херсон» (U891);
- катер «Доброполье» (U854).

В составе 8-го отдельного дивизиона судов обеспечения находились:
- противопожарный катер «Евпатория» (U728);
- морской буксир «Ковель» (U831);
- буксирный катер «Новоозёрное» (U942).

## Предыстория

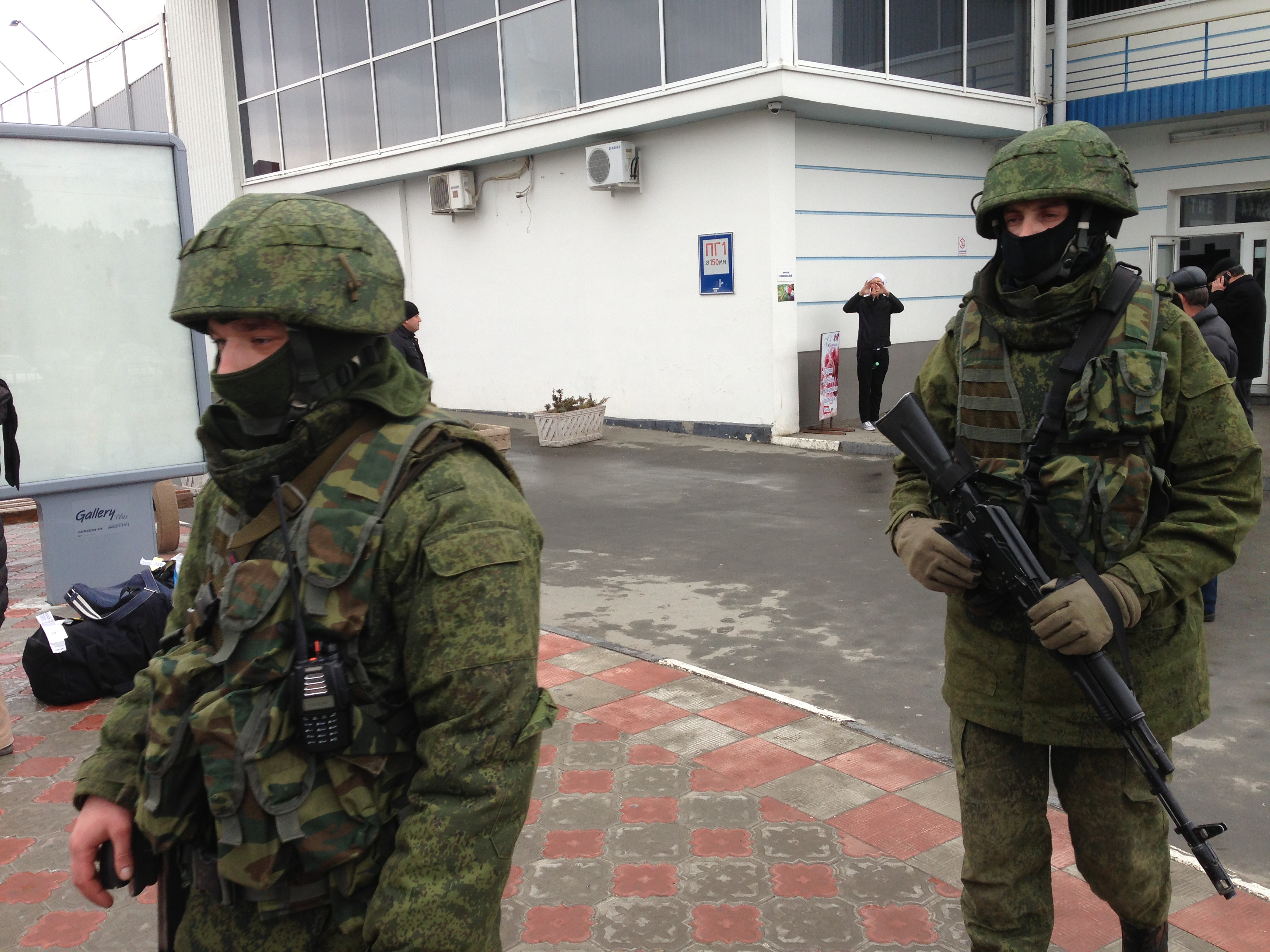
Российские военные с АК74 в форме без знаков различия патрулируют симферопольский аэропорт 28 февраля 2014 года

С 23 по 27 февраля 2014 года, в ходе российской аннексии Крыма, была осуществлена смена исполнительных органов власти Севастополя и Автономной Республики Крым. Новая крымская власть заявила о нелегитимности властей Украины и обратились за содействием и помощью к руководству России, оказавшей крымским властям поддержку.
1 марта, получив обращения от правительства Крыма и Виктора Януковича, президент России Владимир Путин внёс в Совет Федерации обращение об использовании российских войск на территории Украины. В тот же день Совет Федерации, собравшись на внеочередное заседание, дал согласие на использование российских войск на Украине.
Также, 1 марта 2014 года указом и. о. президента Украины Александра Турчинова Денис Березовский назначен командующим Военно-морскими силами Украины. На следующий день контр-адмирал принял присягу новому руководству Крыма и назначен командующим ВМС Крыма. В этот же день он был отстранён от занимаемой должности решением и. о. министра обороны Украины Игоря Тенюха и указом и. о. президента Украины. Вместо Березовского командующим был назначен Сергей Гайдук.

## Ход событий
По словам министра обороны Украины Игоря Тенюха, у флота на тот момент условно боеспособными осталось только четыре корабля, в том числе и базировавшийся в Донузлаве большой десантный корабль «Константин Ольшанский». Отвечая на вопрос, почему украинские корабли не были выведены из Крыма в конце февраля 2014 года, Тенюх обвинил главнокомандующего Вооружёнными силами Украины Юрия Ильина, который, по его словам, не отдал соответствующий приказ. Однако сам Ильин обвинил Тенюха в отсутствии такого приказа.
Командир тральщика «Черкассы» Юрий Федаш утверждает, что 27 февраля был отдан приказ о приведении военных частей к боевой готовности, однако в этот же день он был отменён. 28 февраля по устному приказу, утверждает Федаш, корабли направились в Одессу, однако приказом Дениса Березовского они вернулись обратно.
2 марта 2014 года в посёлок Новоозёрное прибыло четыре КамАЗа с вооружёнными людьми. Они расположились в здании заброшенной казармы и установили над ним флаг России. 3 марта 2014 года появилась информация о блокировании Южной военно-морской базы Украины военнослужащими Российской Федерации. 200-метровый выход из залива Донузлав блокировал флагман Черноморского флота России ракетный крейсер «Москва» в сопровождении четырёх кораблей обеспечения. На суше украинскую часть блокировали около 100 военнослужащих России. Тогда же, корабли ВМС Украины получили приказ сняться с причала и рассредоточиться по Донузлаву.

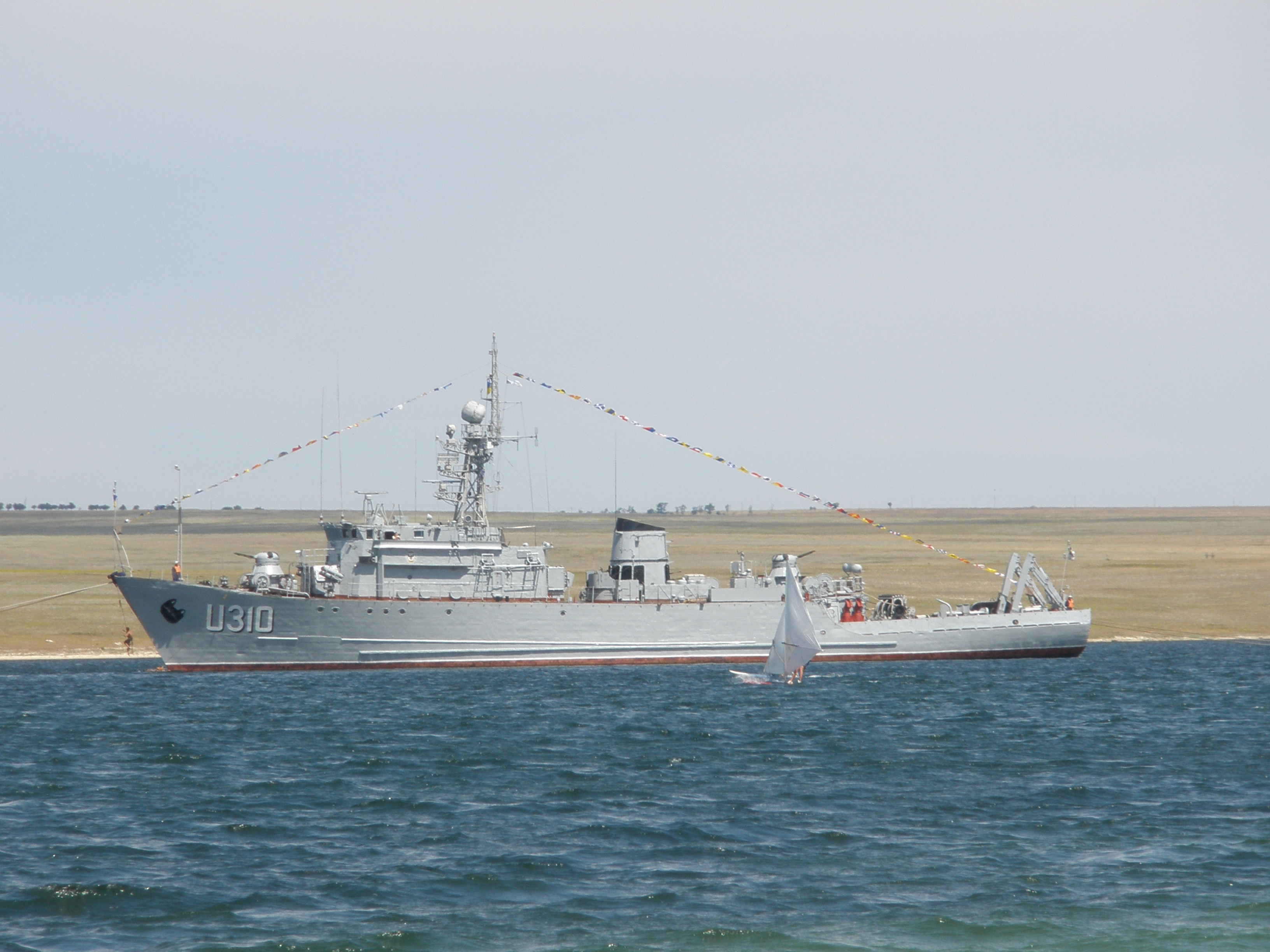
Морской тральщик «Чернигов» в Донузлаве в 2008 году

Командующий ЧФ РФ Александр Витко лично приходил на переговоры с командованием части с просьбой сдаться и дать присягу крымскому народу, но ему было отказано. Отказано было и в исполнении приказа Дениса Березовского — кораблям отойти к причалу и сдать оружие на склады. Утром 4 марта премьер-министр Крыма Сергей Аксёнов заявил, что личный состав украинских воинских частей готов подчиниться новому правительству Крыма и что в отношении командиров, отказывающихся выполнять его приказы, будут возбуждены уголовные дела.

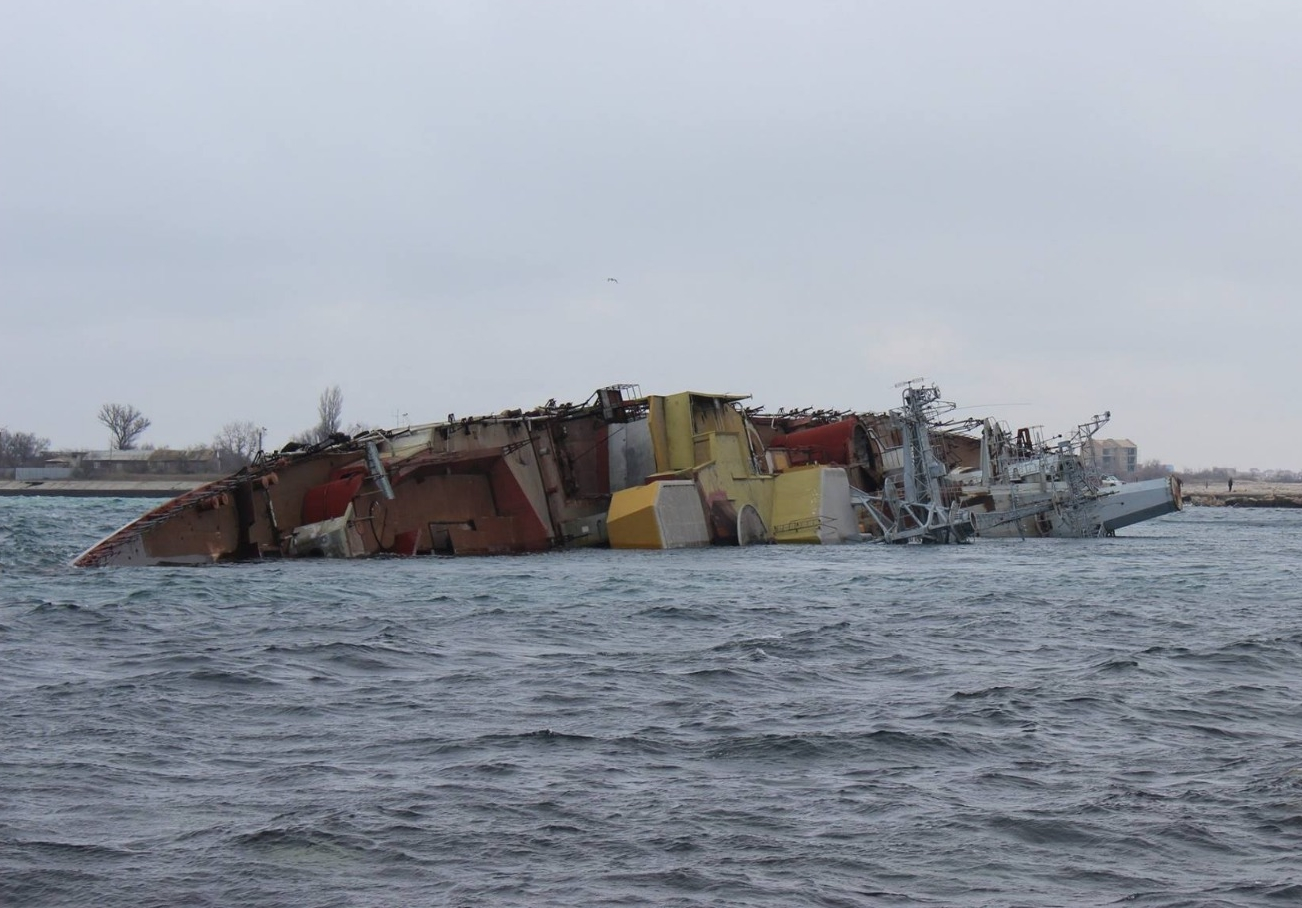
Затопленный корабль «Очаков»

4 марта вооружённые люди без опознавательных знаков начали копать окопы возле причала. На следующий день, 5 марта, выход из Донузлава стали блокировать корабли СФП-183, «Москва», «Штиль» и «Молния». С целью недопущения выхода украинских кораблей в Одессу в ночь с 5 на 6 марта 2014 года на выходе из Донузлава были затоплены списанный большой противолодочный корабль «Очаков» (длина около 180 метров) и спасательное буксирное судно «Шахтёр», принадлежавшие РФ. «Очаков» лёг на борт, заблокировав выход из залива. На затопление «Очакова» ушло около 80 минут.
В связи с блокадой украинских кораблей в Донузлаве Министерство иностранных дел Украины выразило решительный протест Российской Федерации. 7 марта был затоплен пожарный катер БМ-416, водоизмещением 30-40 тонн.
12 марта украинские военные сообщили о попытке проникновения на территорию военной части группы из четырёх российских солдат.
13 марта появилась информация о затоплении четвёртого корабля на выходе из залива, после чего Министерство иностранных дел Украины передало ноту России в связи с затоплением кораблей в Донузлаве и угрозой экологической безопасности в Чёрном море. Директор департамента информационной политики МИД Украины Евгений Перебийнис заявил, что вся ответственность за нанесённый вред морской среде и природным ресурсам возлагается на российскую сторону.
Также 13 марта в расположение Южной военно-морской базы Украины было доставлено продовольствие в размере около 25 тонн, собранное фермерами из Ровенской области. Командир базы Владимир Догонов сказал, что помощи для их базы много, и поэтому поделился с соседними военными частями. Через Красный крест помощь передавали жители Кировограда и Новомиргорода. Командир тральщика «Черкассы» Юрий Федаш говорил, что помощь также оказывали крымские татары из близлежащих сёл Медведево и Кировское.
После референдума о статусе Крыма 16 марта моряки просили от руководства Украины чёткого плана дальнейших действий по эвакуации из Донузлава военнослужащих и членов их семей. Однако исполняющий обязанности Президента Украины Александр Турчинов заявил, что Министерство обороны и Генеральный штаб отдаёт приказы по защите своих кораблей. Также Турчинов подчеркнул необходимость выстоять и не допустить дальнейшего вторжения России на Украину.
Депутат Государственной Думы России и бывший командующий Черноморским флотом Владимир Комоедов заявил, что украинские суда, которые находятся на территории Крыма, после референдума станут российскими.

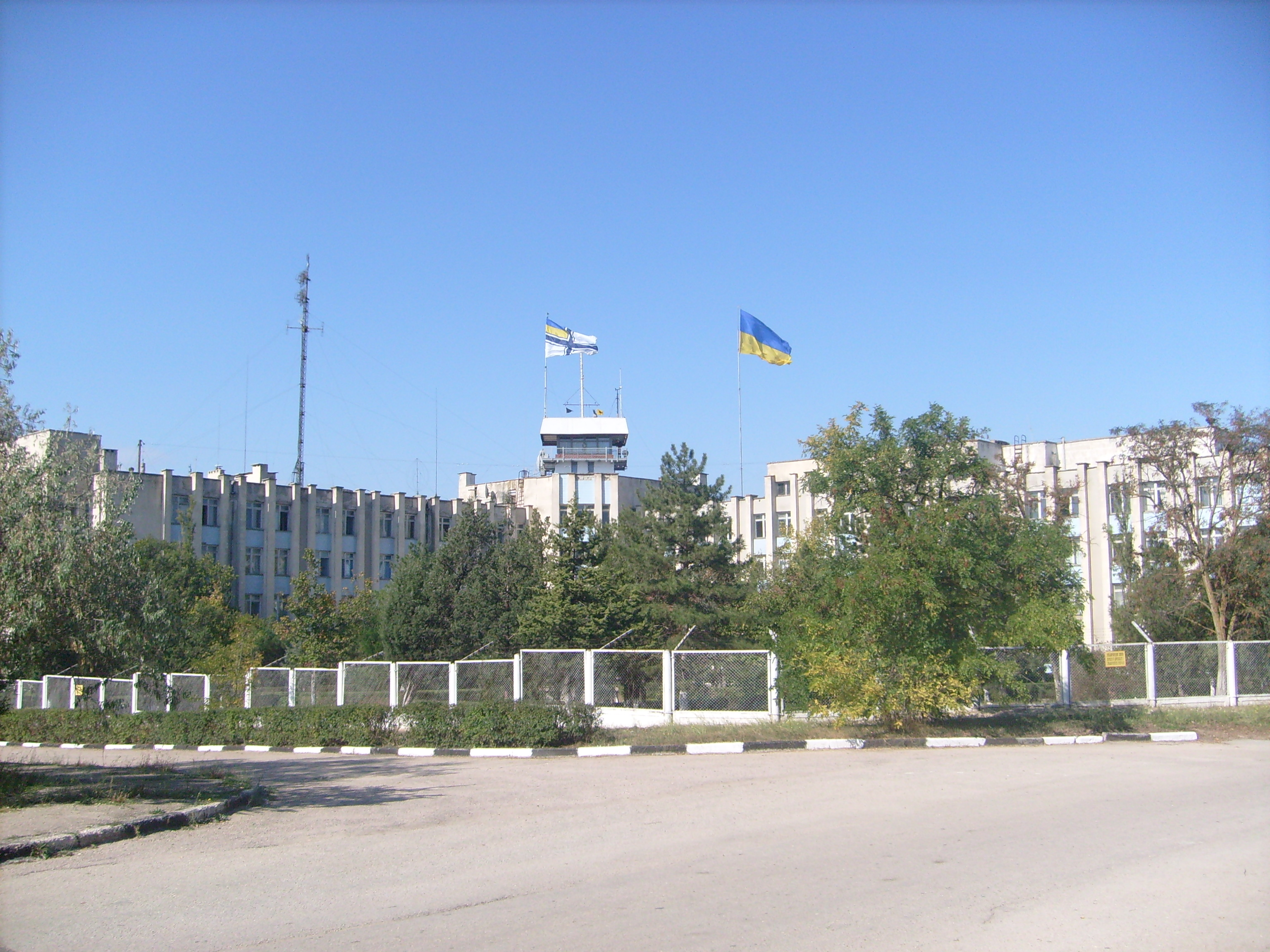
Штаб Южной военно-морской базы Украины

19 марта 2014 года штаб Южной военно-морской базы Украины и причал 5-го военного городка перешли под контроль РФ. Ворота штаба возле контрольно-пропускного пункта были снесены бульдозером. Российские военные гражданскими автомобилями заблокировали выезд из парка автомобильной техники. После этого корабли «Винница», «Константин Ольшанский», «Кировоград», «Черкассы» и «Чернигов» вышли на середину Донузлава с целью предотвращения захвата. 20 марта командир 5 бригады надводных кораблей ВМС Украины Виталий Звягинцев, перешедший на сторону России, приказал всем кораблям причалить к берегу.
21 марта на берегу были развёрнуты три пулемётные точки. В тот же день корабли «Кировоград», «Феодосия» и «Чернигов» подошли к причалу и сдались. Командир «Кировограда» капитан ІІІ ранга Владимир Хромченков вечером позвонил по телефону в прямой эфир передачи Шустер Live и рассказал о том, что корабли ждут адекватного приказа об их дальнейшей судьбе, добавив, что руководство с ним не связывается. На следующий день с командиром связался и.о руководителя Администрации Президента Сергей Пашинский.
Позже командир «Кировограда» Владимир Хромченков, командир «Феодосии» О. Белый и командир «Чернигова» Борис Палий перешли на сторону России.

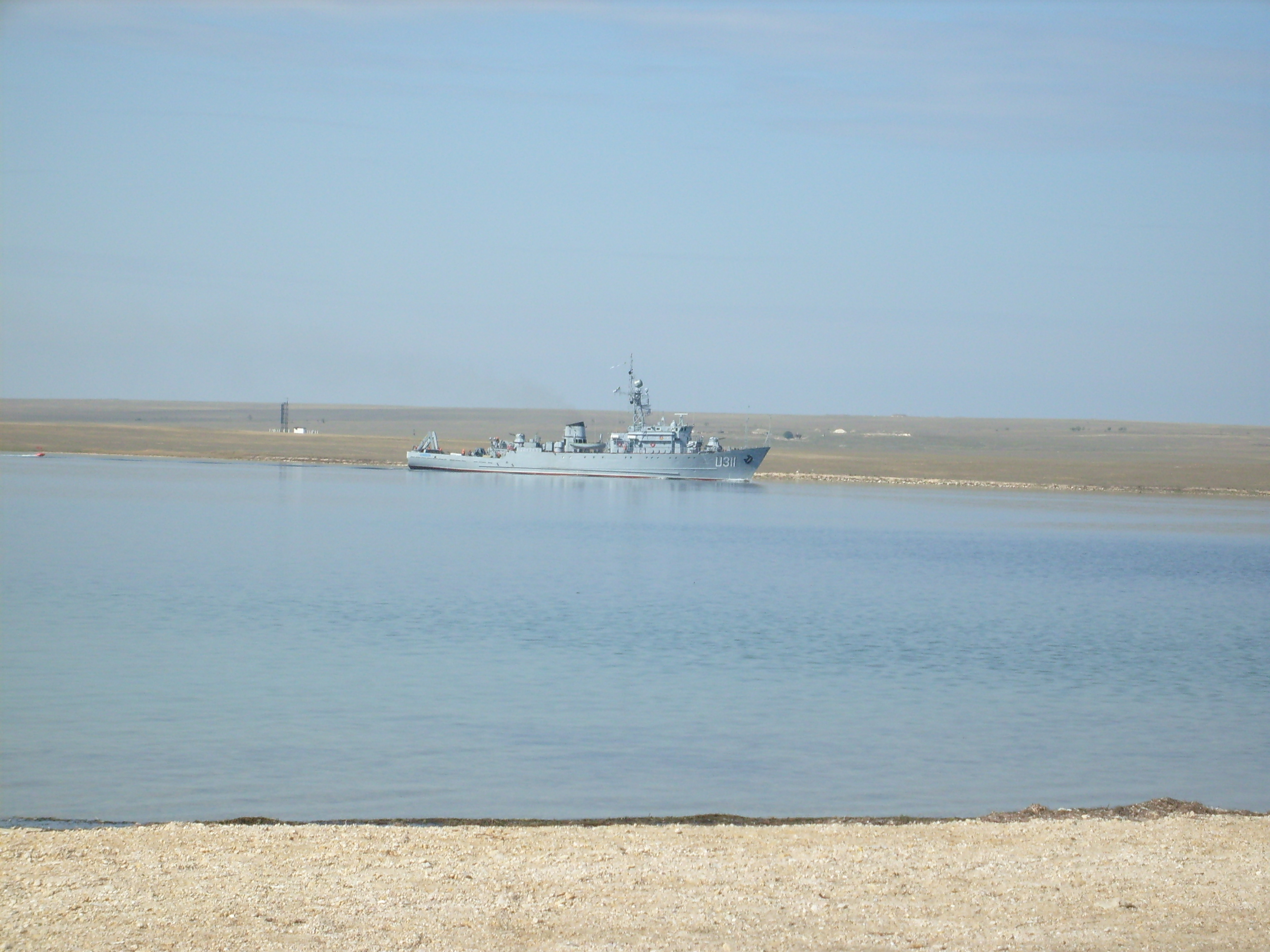
Морской тральщик «Черкассы» во время учений в Донузлаве в 2009 году

21 марта тральщик «Черкассы» предпринял первую попытку прорваться из Донузлава. «Черкассы» зацепили швартовыми тросами один из затопленных кораблей и попытались оттащить его. Операция длилась около двух часов, однако тральщику из-за нехватки мощности это не удалось. Командир корабля Юрий Федаш запрашивал помощи у тральщика «Чернигов», однако ему было отказано. В этот день с «Черкасс» сошло два офицера, один мичман и девять человек личного состава. Взамен на борт поднялись трое моряков с тральщика «Чернигов».
22 марта корвет «Винница» в результате штурма поднял Андреевский флаг, а командир Сергей Заугольников в итоге перешёл на сторону России. В тот же день, Сергей Гайдук заявил, что запасов продовольствия на кораблях, которые находятся в Донузлаве осталось на 10 суток. 23 марта рейдовый тральщик «Геническ» осуществил попытку выхода из Донузлава, однако был заблокирован буксиром Черноморского флота России. В этот же день командир тральщика «Черкассы» Юрий Федаш сообщил, что у него сохраняется связь с командованием.
На следующий день тральщик «Черкассы» предпринял вторую попытку выхода из Донузлава, пройдя между двух затопленных кораблей. На данный манёвр отреагировал ракетный катер Р-60 на котором была объявлена боевая тревога. В итоге тральщику преградило путь буксирное судно, с которого предпринимались попытки высадиться на борт. Буксир таранил «Черкассы» в левый борт из-за чего на судно стала поступать забортная вода. По словам Федаша он рассматривал вариант захвата этого судна, однако руководство в Киеве ему отказало. Также он говорил, что в целях предотвратить захват судна они стреляли по воде и применяли гранаты РГ-42.
В ночь на 24 марта военными РФ было затоплено российское малогабаритное судно. Позже, «Константин Ольшанский» использовал дымовые завесы, однако всё-равно был захвачен с баркаса U8301, как и тральщик «Геническ». Капитан «Константина Ольшанского» Дмитрий Коваленко заявил, что вопрос затопления судна не рассматривался. На момент захвата корабля из 120 человек экипажа осталось 21. За всё время с «Константина Ольшанского» было выкинуто около 400 гранат. МИД Украины назвал захват кораблей Россией — пиратством. Тогда же и. о. президента Украины Александр Турчинов сообщил, что Министерству обороны было дано поручение вывести воинские подразделения из Крыма. В этот же день министр обороны Украины Игорь Тенюх сообщил о принятом решении о выводе войск из Крыма и о том, что он отдал приказ «использовать оружие, но командиры это оружие не применяли, чтобы не было кровопролития». Спустя два дня Тенюх подал в отставку.
25 марта вокруг тральщика «Черкассы» совершил обход неизвестный катер. В ночь с 25 на 26 марта последний украинский корабль в Крыму — тральщик «Черкассы» был захвачен. В данной операции принимали участие два вертолёта Ми-35, три катера и буксир «Ковель» (на котором был дополнительно установлен крупнокалиберный пулемёт Владимирова). Корабль маневрировал в течение нескольких часов, однако всё равно был захвачен с использованием огнестрельного оружия и свето-шумовых гранат. По словам Федаша в захвате «Черкасс» участвовал тамбовский спецназ. Также он говорил, что к моменту начала штурма на корабле вышли из строя два двигателя и механизмы управления. Идея затопления судна также рассматривалась капитаном 3-го ранга, однако он отказался от неё из-за возможного судебного преследования.
Штурм «Черкасс» прошёл без пострадавших, после чего буксир «Ковель» оттянул тральщик к причалу. На следующий день экипаж сошёл на берег и отправился на материковую Украину. Последним с корабля сошёл командир Юрий Федаш, после чего с «Черкасс» была убрана украинская символика.

## Возвращение кораблей
После захвата украинских кораблей Александр Турчинов дал поручение новому министру обороны Украины Михаилу Ковалю о том, что «в плену не должно остаться ни одного военного корабля». 19 апреля 2014 года корабли «Кировоград», «Винница», «Херсон», «Ковель», «Горловка» и «Новоозёрное» были возвращены Украине и передислоцировались в Одессу. Передача состоялась в нейтральных водах, куда корабли отбуксировала российская сторона, после чего на судах были вновь подняты украинские флаги. В мае Украине был передан тральщик «Геническ» и пассажирский катер «Доброполье».
По состоянию на июнь 2015 года корабли «Чернигов», «Черкассы» и «Константин Ольшанский» не были возвращены Украине.
12 января 2018 года президент России Владимир Путин заявил, что Россия готова продолжить процесс возврата Украине военной техники ВСУ из Крыма.

## Подъём затопленных кораблей

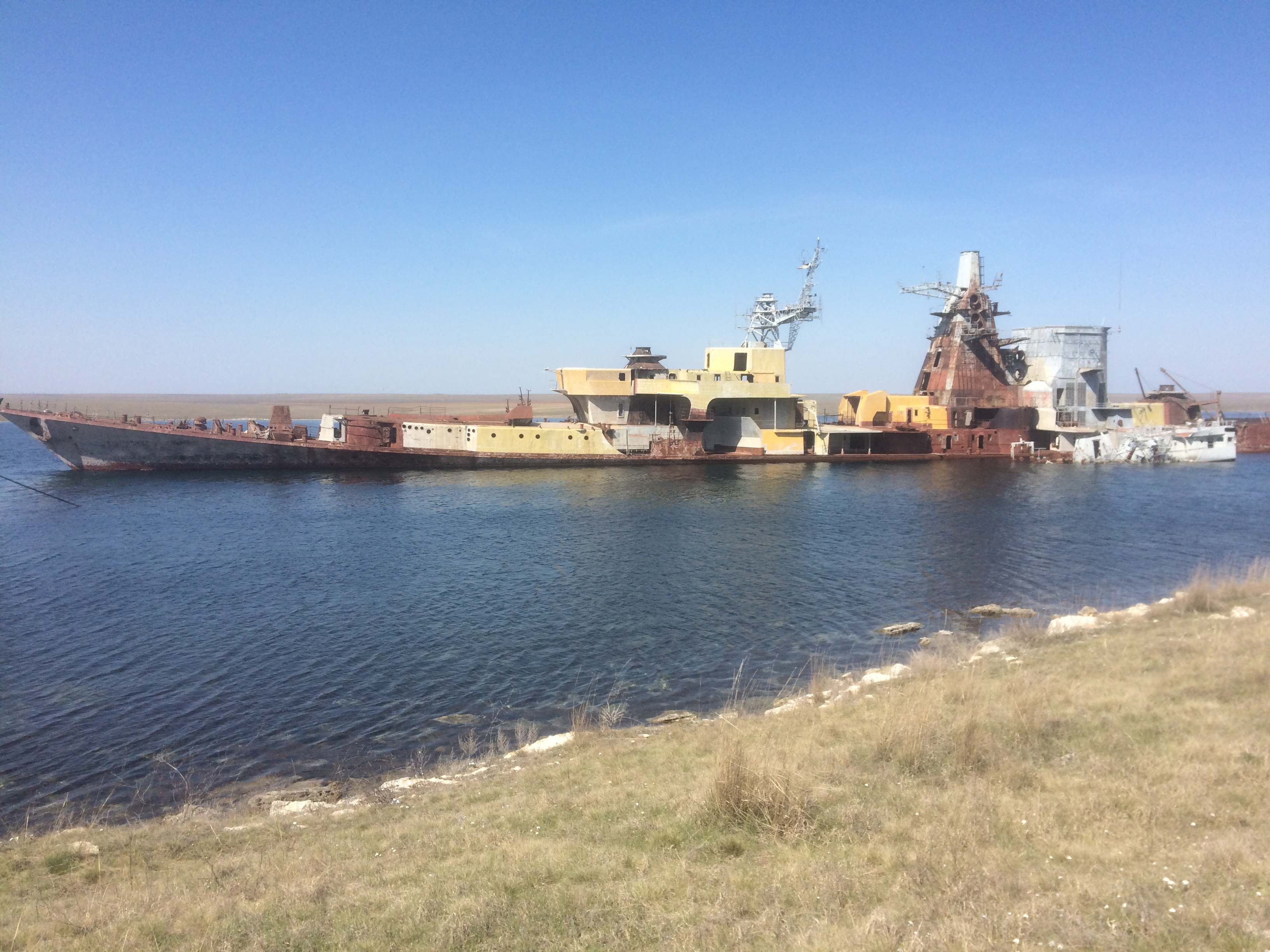
Большой противолодочный корабль «Очаков» на кладбище кораблей в Донузлаве. 2017 год.

В апреле 2014 года Научно-исследовательский институт (спасания и подводных технологий) разработал проект подъёма затопленного «Очакова». Над подъёмом корабля трудилось около 100 специалистов: военнослужащие кораблей судоподъёмного отряда, водолазы аварийно-спасательного отряда, специалисты 13 судоремонтного завода Черноморского флота РФ и предприятия «Севзапканат».
Подобной масштабной операции по подъёму кораблей в Крыму не проводились около 20 лет. Водолазы работали ежедневно в три смены. Для подъёма было подготовлено 23 тонны канатов, использовался 100-тонный кран. В итоге в октябре 2014 года «Очаков» был поднят. Планировалась его доставить для утилизации в Инкерман, однако «Очаков» был отбуксирован на кладбище кораблей недалеко от Новоозёрного.

## Память

### Российская сторона

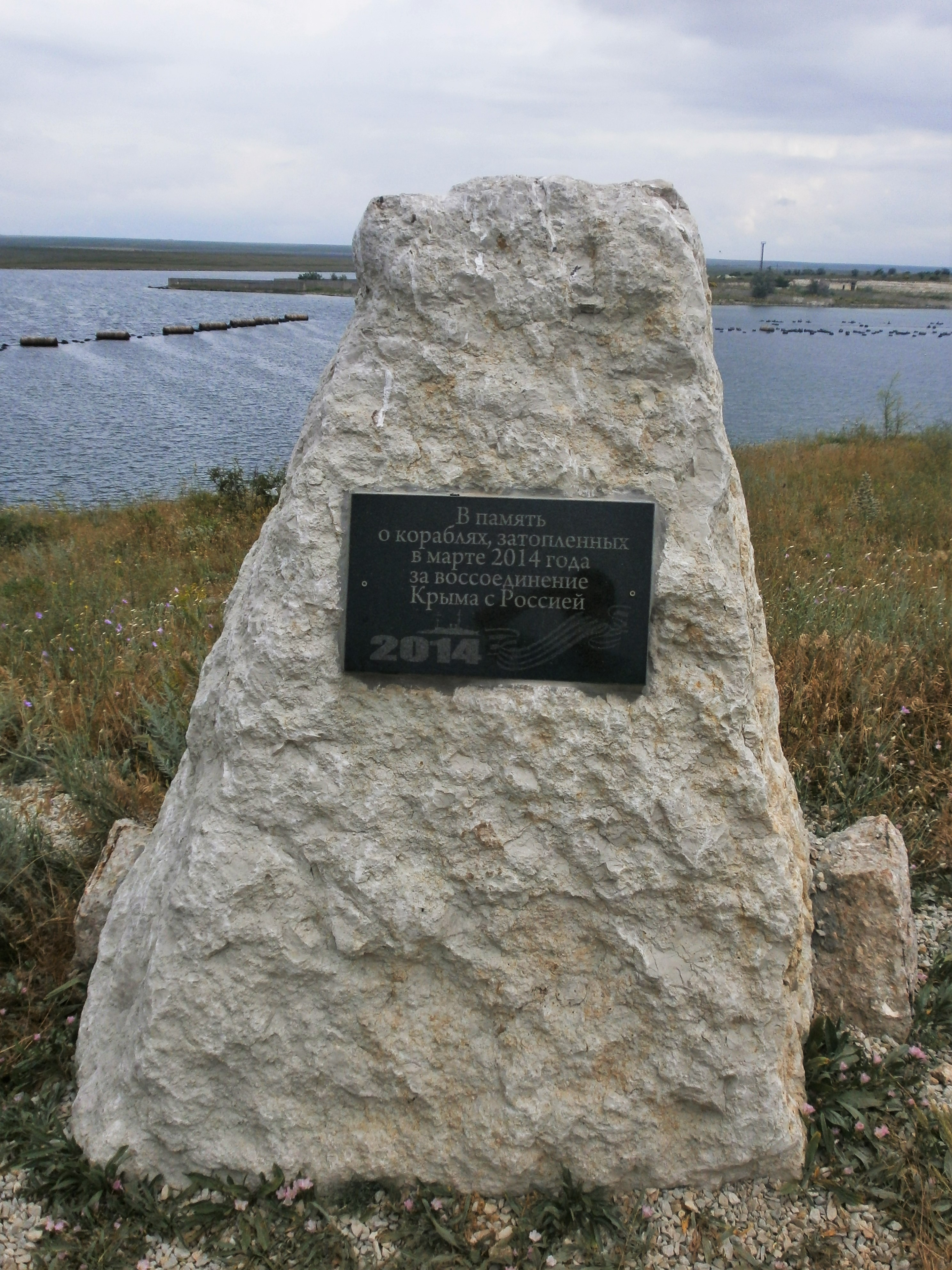
Памятный знак затопленным кораблям в Новоозёрном

8 августа 2014 года в Новоозёрном Председатель Государственного совета Крыма Владимир Константинов открыл памятный знак затопленным кораблям, которые блокировали выход кораблям Военно-морских сил Украины. На мемориальной доске написано: «В память о кораблях, затопленных в марте 2014 года за воссоединение Крыма с Россией».

### Украинская сторона

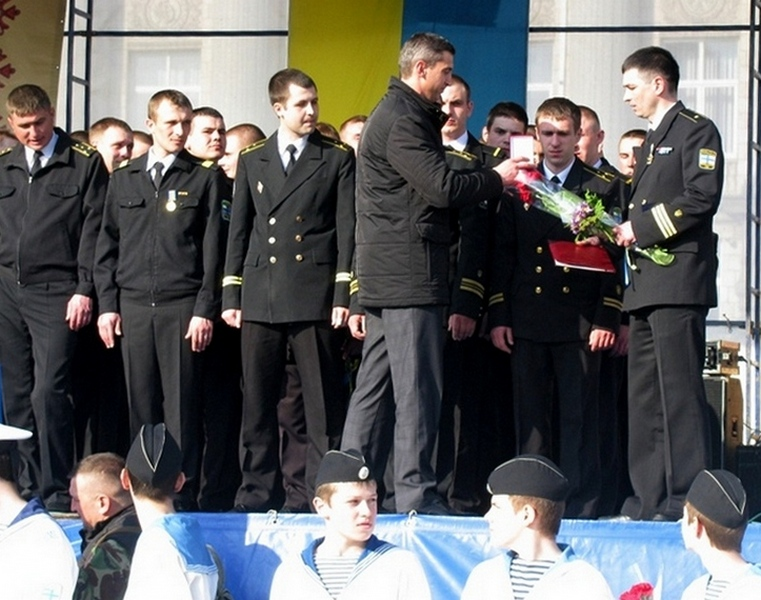
Чествование экипажа корабля «Черкассы»

За действия в заливе Донузлав украинские СМИ называли экипаж тральщика и его капитана — героями. 4 апреля состоялась приветствие экипажа тральщика «Черкасс» в центре одноимённого города, где их приветствовали как героев. Командиру тральщика «Черкасс» Юрию Федашу было присвоено звание почётного гражданина города Черкасс и вручён Орден Данилы Галицкого.
В апреле 2014 года рок-группа «Ляпис Трубецкой» пригласила моряков «Константина Ольшанского» на свой концерт в Одессе и назвала украинских моряков в Донузлаве героями. Также они отметили видеоролик, который был снят на корабле, где моряки исполняют песню «Воины света». Однако по ошибке считается, что ролик был снят на тральщике «Черкассы». 6 апреля 2014 года перед матчем киевского «Динамо» и харьковского «Металлиста» в рамках чемпионата Украины на поле стадиона «Олимпийский» были приглашены моряки с «Кировограда», которых встречали как героев.
24 августа 2014 года во время военного парада по случаю Дня независимости Украины Президент Украины Пётр Порошенко заявил: «Украина никогда не забудет действий экипажа тральщика „Черкассы“, который до последнего маневрировал и защищал свой корабль в бухте Донузлав».
В апреле 2017 году украинский режиссёр Тимур Ященко начал съёмки фильма о действиях тральщика «Черкассы» в 2014 году. Премьера фильма запланирована на 27 февраля 2020 года .

### Сюжеты
- ЧФ РФ блокує вихід українських кораблів у Чорне море на YouTube
- Базу ВМС в Новозерном контролируют из окопов на YouTube
- Вход в Донузлав преградили затопленным кораблём на YouTube
- Россияне затопили старый корабль у входа в бухту Донузлав на YouTube
- Как взрывали катер в Донузлаве: видео очевидцев на YouTube
- Міноборони оприлюднило відео вибуху російського катеру на Донузлаві на YouTube
- Російські військові з трактором увірвались на територію ВМС у Новоозерному на YouTube
- «Черкассы» продолжает отражать атаки оккупантов на YouTube
- Российские военные штурмуют тральщик «Черкассы» на YouTube
- За «Черкассы» не стыдно! на YouTube
- Моряки із тральщика «Черкаси» про росіян, зрадників і свою подальшу долю на YouTube
- Корабель «Черкаси»: історії українських солдат в Криму на YouTube